# مرض مشيمي
مَرض مَشيمي (بالإنجليزية: Placental disease)‏ هوَ أَي مرض أَو اضطراب يحدث في المَشيمة، وقد يَتضمن التَشوهات المَشيمية والتي غالباً ما تَكون مُرادفة للأمراض المشيمية.

## الأمراض

### التِصاق/نَفاذ للعمق
- انفصال المشيمة المبكر.
- مشيمة ملتصقة (3 أنواع).

### التهابي/مُعدِ
- التهاب المشيماء والسلى.
- التهاب الزُغابات مجهول السبب.
- التهاب الزغابات البيني.
- عدوى منتقلة عموديا.
- التهاب الساقط المزمن.

### أثناء التَطور المشيمي
- مَشيمَة مُحَوَّطة.
- نمو زغبي مشيمي غير ناضج.

### انسداد الفُوهة
- مشيمة منزاحة.
- أوعية متقدمة.

### وعائي
- اعتلال وعائي ساقطي متضخم.
- ورم وعائي مشيمي.
- اعتلال وعائي خثاري جنيني.
- احتشاء مشيمي.

### ورمي
أَورام الأَرومة الغاذية (Trophoblastic neoplasms) مُستمدة من النسيج الأرومي الغاذي، ومن الأمثلة عليها:
- السَرطانة المَشيمائِيَّة.
- الرحى العدارية.

## المَراجع
1. ↑  Furuya M، Ishida J، Aoki I، Fukamizu A (2008). "Pathophysiology of placentation abnormalities in pregnancy-induced hypertension". Vasc Health Risk Manag. ج. 4 ع. 6: 1301–13. PMC:2663465. PMID:19337544.
2. ↑  Cheng MH، Wang PH (يناير 2009). "Placentation abnormalities in the pathophysiology of preeclampsia". Expert Rev. Mol. Diagn. ج. 9 ع. 1: 37–49. DOI:10.1586/14737159.9.1.37. PMID:19099348.